# Iskur
Iskur a sumer mitológia szerint Nanna, a Holdisten és Ningal termékenységistennő fia, testvérei Utu, a napisten, valamint az Inanna – Ereskigal ikerpár. Körülbelül azonos az akkád Adad és arameus Hadad istenekkel. Nevét általában DIM alakban írták (𒀭𒅎 vagy 𒀭𒉎 vagy 𒀭𒅏).
Iskur a sumer mitológiában kevésbé fontos szerepet játszott, mint az akkádoknál és arameusoknál a hasonlóan természeti jellegű változatai. Az időjárás, eső és szél istene volt.
Az i. e. 2. évezred folyamán akkád és asszír közvetítéssel kultuszai eljutottak Nyugat-Mezopotámiába és Anatóliába is. A hurrik Tesub néven tisztelték, a hettitáknál az IŠKUR ékjel olvasata ismeretlen. A Hettita Birodalom korában számos Viharistent tiszteltek, mint Tarhuntasz vagy Nerik, de például Cippalanda helyi viharistenét DIŠKUR Zi-ip-pa-la-an-da formában írták. A későbbiekben a phrügök és lüdök közvetítésével Iskur vált Zeusz, a villámszóró viharisten előképévé.